# Christian Alverdi
Christian Alverdi (* 5. November 1973) ist ein ehemaliger luxemburgischer Fußballspieler. 1998 wurde er mit dem CS Grevenmacher luxemburgischer Pokalsieger. Für den Verein bestritt er insgesamt fünf Spiele (0 Tore) im Europapokal.
Alverdi gab am 31. Mai 1998 beim freundschaftlichen Länderspiel gegen Kamerun nach Einwechslung sein Debüt in der Nationalmannschaft. Bis September 2000 folgten acht weitere Länderspieleinsätze.
Seine beiden Söhne Sam (19, FC UNA Strassen) und Luca (17, FC Rodingen 91) spielten in der Saison 2016/17 auch in der ersten, bzw. zweiten Liga in Luxemburg.